# Einar Sellberg
Per Einar Sellberg, född 14 december 1888 i Ytterlännäs församling, Västernorrlands län, död 25 oktober 1967, var en svensk psykiater.
Sellberg blev medicine licentiat vid Karolinska institutet i Stockholm 1928, andre läkare på Frösö sjukhus 1931 och var förste läkare där 1931–32, överläkare av tredje klassen på Sankt Lars sjukhus i Lund 1933–34, av andra klassen och sjukhuschef vid Furunäsets sjukhus i Piteå 1934–37, av första klassen och sjukhuschef vid Birgittas sjukhus i Vadstena 1937–54.